# Maria Maddalena de Vecchi Ranieri
Maria Maddalena de Vecchi Ranieri, detta Marilena (Eggi, 18 settembre 1921 – Perugia, 3 settembre 2013), è stata una bibliotecaria e paleografa italiana, membro della famiglia Ranieri Bourbon di Sorbello.

## Gioventù e formazione
Maria Maddalena de Vecchi era figlia primogenita di Vittoria de' Pazzi (1891-1977), discendente di famiglia nobile fiorentina e del celebre patologo Bindo de Vecchi (1877-1936).
Come conseguenza dei frequenti spostamenti per lavoro del padre, chiamato a ricoprire la cattedra di Anatomia patologica in vari atenei italiani, i de Vecchi si trasferirono dapprima a Bologna, poi a Firenze e successivamente in altre località. Maria Maddalena trascorse gli anni dell’infanzia soprattutto a Firenze (Bindo ottenne la docenza presso l'università cittadina nel 1925, venendo in seguito eletto rettore dello stesso ateneo) assieme alle sorelle Margherita (1924) e Nicoletta (1925), nate rispettivamente a Bologna e a Firenze, soggiornando di frequente nella villa di famiglia presso Casenove, località nel territorio comunale di Foligno.
Laureatasi nel 1946 presso la facoltà di Scienze politiche e sociali “Cesare Alfieri” di Firenze, Marilena ottiene un impiego come bibliotecaria presso la sede centrale della F.A.O. (Food and Agriculture Organization of the United Nations) a Roma.
Durante il periodo romano si lega sentimentalmente con lo scrittore, giornalista e diplomatico Uguccione Ranieri di Sorbello con il quale convolerà a nozze nel 1951. Nel 1952 nasce il figlio Ruggero.

## Attività intellettuale e di ricerca

### Tutela dei beni culturali, curatele e consulenze
Incaricata dell’amministrazione del patrimonio storico-artistico, librario e documentario della famiglia Ranieri di Sorbello durante i lunghi periodi di assenza dall’Italia del marito (nominato addetto culturale presso l’ambasciata italiana degli Stati Uniti di New York nel 1953), impiegò le sue competenze accademiche in attività di tutela dei beni culturali e del paesaggio. Dopo essersi diplomata presso la Scuola di archivistica, paleografia e diplomatica dell'Archivio di Stato di Perugia iniziò ad operare come collaboratrice della Soprintendenza Archivistica per l’Umbria. Nel 1985 fu nominata alla carica di Ispettore Archivistico Onorario degli Archivi di Stato dal Ministero per i Beni Culturali e Ambientali. Fu consulente del Museo Storico Didattico della Tappezzeria di Bologna e del Cooper Hewitt Museum di New York, strutture che custodiscono pezzi di pregio prodotti dalla “Scuola di ricami Ranieri di Sorbello”, manifattura artistica fondata nel 1904 dalla marchesa Romeyne Robert (1877-1951), madre del marito Uguccione.
Assieme al marito portò avanti le ricerche storiche e toponomastiche necessarie alla pubblicazione del volume Perugia della Bell'Epoca, 1859-1915.
Fu collaboratrice di numerose istituzioni culturali:
- Associazione "Dimore Storiche Italiane" (Collegio dei Probiviri);
- Associazione "Orfini Numeister" di Foligno;
- Sezione perugina dell’associazione “Italia Nostra”;
- Deputazione di Storia Patria per l’Umbria;
- Accademia Fulginea di Lettere Scienze ed Arti;
- Fondazione Lungarotti di Torgiano;
- Comitato di Coordinamento per lo studio e la promozione della prima edizione a stampa della Divina Commedia di Foligno.

È tra i fondatori della casa editrice Volumnia di Perugia, costituita nel 1968.
Durante il triennio 1992-1995 ricoprì la carica di presidente della sezione umbra del "Istituto Italiano dei Castelli", sorta nel 1967 anche grazie alla stessa Marilena. In questo periodo, su sua iniziativa, venne portato avanti un primo progetto di censimento di tutti i castelli, torri e in generale di tutte le opere fortificate presenti nel territorio della regione Umbria:
(Isabella Nardi Mannocchi (a cura di), Storie e memorie di vita castellana, Perugia, Volumnia editrice, 2016)

### Studi sul tema della letteratura di viaggio
Forte della ricca collezione di volumi dedicati alla storia del viaggio in Italia conservati nella biblioteca storica della famiglia Ranieri Bourbon di Sorbello, Marilena de Vecchi condusse numerose ricerche sul tema della letteratura odeporica, dedicandosi soprattutto allo studio dei viaggiatori stranieri in Italia, ponendo l'attenzione soprattutto sui tragitti e i punti d'interesse presenti in Umbria lungo un arco cronologico che va dal medioevo alle ultime propaggini del Grand Tour. Quest'attività, principiata negli anni '80 e portata avanti nel corso dei decenni successivi, si concretizzò con la pubblicazione di numerosi articoli e saggi, tra i quali il volume Viaggiatori stranieri in Umbria 1500-1915 (1ª ed. Perugia, Volumnia, 1986).

## Costituzione dellaUguccione Ranieri di Sorbello Foundation(1994)
L’impegno di Marilena de Vecchi per lo studio, la divulgazione e la tutela del patrimonio storico, volto inoltre ad esplorare questioni storiche e genealogiche delle famiglie Ranieri, Bourbon di Sorbello e di altre ad esse congiunte o associate,  si concretizzò nel 1994 con la costituzione della “Uguccione Ranieri di Sorbello Foundation”, ente culturale dedicato alla memoria del marito Uguccione Ranieri di Sorbello, scomparso prematuramente nel 1969, volto alla promozione del patrimonio storico-artistico italiano e in particolare quello della regione Umbria.
(Francesco Trabolotti, Maria Maddalena (Marilena) de Vecchi Ranieri di Sorbello (1921-2013): una scheda biografica, in In memoria di Marilena De Vecchi Ranieri di Sorbello (18/09/1921 – 03/09/2013): testimonianze e interventi sulla sua figura e i suoi studi, Quaderni della Fondazione Ranieri di Sorbello, n. 3, Bologna, Pendragon, 2015)
Marilena de Vecchi Ranieri viene a mancare il 3 settembre 2013. Due mesi dopo la città di Foligno volle renderle omaggio con un evento collegiale dal titolo: “Pensando a Marilena de Vecchi in Ranieri Bourbon del Monte di Sorbello (18 settembre 1921 – 3 settembre 2013). Gli amici di Foligno per l’affetto che ha contraddistinto il suo impegno verso la città che ha sempre sentito come sua terra di origine”.
In memoria del suo impegno inerente agli studi sul tema del viaggio e dei viaggiatori stranieri in Italia, le è stata dedicata una borsa di studio, promossa dalla Fondazione Ranieri di Sorbello e dal "Istituto per la Storia dell’Umbria Contemporanea" (ISUC), volta a finanziare ricerche sul tema dei viaggiatori stranieri nei territori dell’Italia centrale (Umbria, Marche, Toscana).

## Opere

### Pubblicazioni
- Viaggiatori stranieri in Umbria: 1500 – 1915, Perugia, Volumnia, stampa 1986
- Dall’Amiata al Trasimeno, immagini di Giannina Frugoni, commento di Marilena de Vecchi Ranieri e Giannina Frugoni, Perugia, Volumnia 1990
- Viaggiatori stranieri in Umbria: 1500 – 1940, 2ª ed. ampliata, Perugia, Volumnia, 1992
- Civitella Ranieri. Mille anni di storia, Perugia, Civitella Ranieri Center and Uguccione Ranieri di Sorbello Foundation, 1998
- Civitella Ranieri. A thousand years of history, Perugia, Civitella Ranieri Center and Uguccione Ranieri di Sorbello Foundation, 1998
- Trasimeno Grand Tour, con Valentina Costantini, Perugia, Uguccione Ranieri di Sorbello Foundation, 2010.

### Curatele
- Montefalco: i luoghi, gli itinerari, la storia, Città di Castello, Edimond, stampa 1996 (Le guide del viaggiatore raffinato)
- Favole e cultura. Letteratura per l’infanzia nella Biblioteca della Uguccione Ranieri di Sorbello Foundation: catalogo della mostra, con Rita Boini [e] Laura Zazzerini (a cura di), Perugia, URSF, 2001
- La Scuola di Ricami di Romeyne Robert Ranieri di Sorbello. Storia e fortuna di un laboratorio femminile in Umbria (1904-1934), con Valentina Costantini (a cura di), URSF, 2011
- The Romeyne Robert Ranieri di Sorbello School of Embroidery. A textile workshop for women embroiderers in Umbria (1904-1934), con Valentina Costantini (a cura di), traduzioni Sara Morelli, URSF, 2011.

### Saggi e articoli
- Una lettera da Milano, in: “Bollettino storico della città di Foligno”, vol. 14, a. 1990, pp. 574–577
- La famiglia Orfini. Gli ultimi discendenti, in "Bollettino storico della città di Foligno", vol. 15, a. 1991, pp. 342–344
- La città nella percezione di pellegrini e viaggiatori, in: Assisi in età barocca, Alberto Grohmann (a cura di), Assisi, Accademia Properziana del Subasio, 1992, pp. 56–83
- Montefalco vista da pellegrini e viaggiatori nei secoli XVI, XVII, XVIII, in “Montefalco”, n. VII/1, 1993, Accademia di Montefalco, pp. 5–8
- Breve storia della biblioteca Ranieri di Sorbello, in La Fondazione e la biblioteca: studi e proposte, Atti della prima riunione del Consiglio scientifico della Uguccione Ranieri di Sorbello Foundation, Perugia, 8-9 gennaio 1996, Ruggero Ranieri (a cura di), Working paper n. 1 della URSF, pp. 19–25
- A short history of the Ranieri di Sorbello Library, in The Foundation and the Library: essays and contributions, Proceedings of the first meeting of the Advisory Board of the Uguccione Ranieri di Sorbello Foundation, Perugia 8-9 January 1996, Ruggero Ranieri (ed. by), Working paper n. 2 of URSF, pp. 19–26
- Note sulla storia dei conti Ranieri e su alcuni personaggi del Diario, in Il viaggio mondano del conte Costantino Ranieri in Italia Superiore nel 1727, Concetto Nicosia (a cura di), 2008, Working paper n. 12 della URSF, pp. 79–81.

### Tesi di laurea
- La politica estera dell’Italia dopo il 1896, tesi di laurea, giugno 1945, Facoltà di Scienze Sociali e Politiche “C. Alfieri”, Firenze, cc. 110.